# Palpares percheronii
Palpares percheronii là một loài côn trùng trong họ Myrmeleontidae thuộc bộ Neuroptera. Loài này được Guérin-Méneville miêu tả năm 1831.